# ژان کازنو
ژان کازنو (فرانسوی: Jean Cazeneuve‎; ۱۷ مهٔ ۱۹۱۵ – ۴ اکتبر ۲۰۰۵) جامعه‌شناس و انسان‌شناس اهل فرانسه بود.
وی که دانش‌آموخته دانشگاه هاروارد و دانشگاه تولوز بوده از سال ۱۹۷۵ تا ۱۹۷۸ رییس شبکه تلویزیونی ت‌اف۱ بوده‌است. کازنو همچنین در سال ۱۹۷۳ به عضویت فرهنگستان علوم اخلاقی و سیاسی فرانسه درآمد و در سال ۱۹۸۳ به ریاست این فرهنگستان رسید.